# Iōanna Chatzīiōannou
Iōanna Chatzīiōannou (in greco Ιωάννα Χατζηιωάννου?; Georgia, 22 ottobre 1973) è un'ex sollevatrice greca che ha gareggiato nella categoria dei pesi medi (fino a 64/63 kg.).

## Carriera
Nel 1996 Chatzīiōannou conquistò la medaglia d'argento nella categoria fino a 64 kg. ai Campionati europei di Praga con 197,5 kg. nel totale, terminando alle spalle della bulgara Gergana Kirilova (202,5 kg.) e davanti alla russa Tat'jana Tezikova (187,5 kg.).
L'anno seguente divenne campionessa continentale, vincendo la medaglia d'oro ai Campionati europei di Siviglia con lo stesso risultato nel totale ottenuto nel campionato precedente.
Ritornò sul podio nel 1999 in occasione dei Campionati europei di A Coruña nella categoria fino a 63 kg., vincendo la medaglia d'argento con 210 kg. nel totale.
Nel 2000 Chatzīiōannou prese parte alle Olimpiadi di Sydney, dove il sollevamento pesi femminile faceva il suo esordio olimpico, riuscendo a conquistare la medaglia di bronzo con 222,5 kg. nel totale, dietro alla cinese Chen Xiaomin (242,5 kg.) e alla russa Valentina Popova (235 kg.).
Ai Campionati mondiali di sollevamento pesi Chatzīiōannou ottenne come miglior risultato il 5º posto nella categoria fino a 63 kg. nell'edizione di Atene 1999 con 222,5 kg. nel totale.